# Drapetis oedimera
Drapetis oedimera är en tvåvingeart som beskrevs av Axel Leonard Melander 1918. Drapetis oedimera ingår i släktet Drapetis och familjen puckeldansflugor. Inga underarter finns listade i Catalogue of Life.